# Trinidad (kommun i Colombia, Casanare, lat 5,35, long -71,20)
Trinidad är en kommun i Colombia.   Den ligger i departementet Casanare, i den centrala delen av landet, 300 km öster om huvudstaden Bogotá. Antalet invånare är 11 478.